# Progressione del record italiano dei 50 m stile libero
Data la scarsità di informazioni reperibili,la lista potrebbe essere incompleta.

## Uomini

### Vasca lunga
| #    | Tempo | +  | Atleta              | Data             | Evento                   | Luogo                     | Ref   |
| ---- | ----- | -- | ------------------- | ---------------- | ------------------------ | ------------------------- | ----- |
| 1    | 23"51 |    | Marcello Guarducci  | 30 luglio 1981   |                          | Torino, Italia            |       |
| 2    | 23"46 |    | Giovanni Franceschi | 10 luglio 1986   |                          | Città di Castello, Italia |       |
| 3    | 23"14 |    | Giovanni Franceschi | 22 agosto 1987   |                          | Strasburgo, Francia       |       |
| 4    | 23"12 |    | René Gusperti       | 18 agosto 1990   |                          | Roma, Italia              |       |
| 5    | 23"07 |    | René Gusperti       | 24 agosto 1991   |                          | Atene, Grecia             |       |
| 6    | 22"85 |    | René Gusperti       | 14 giugno 1992   |                          | Roma, Italia              |       |
| 7    | 22"83 |    | René Gusperti       | 26 agosto 1995   |                          | Vienna, Austria           |       |
| 8    | 22"77 |    | René Gusperti       | 26 agosto 1995   |                          | Vienna, Austria           |       |
| 9    | 22"53 |    | Lorenzo Vismara     | 23 aprile 1998   |                          | Livorno, Italia           |       |
| 10   | 22"40 |    | Lorenzo Vismara     | 23 aprile 1998   |                          | Livorno, Italia           |       |
| 10 = | 22"40 |    | Lorenzo Vismara     | 31 luglio 1999   | Campionati europei       | Istanbul, Turchia         |       |
| 11   | 22"21 |    | Lorenzo Vismara     | 1º agosto 1999   | Campionati europei       | Istanbul, Turchia         |       |
| 12   | 22"06 |    | Lorenzo Vismara     | 12 agosto 1999   | Giochi mondiali militari | Zagabria, Croazia         |       |
| 13   | 22"03 |    | Marco Orsi          | 6 marzo 2009     | Campionati italiani      | Riccione, Italia          |       |
| 14   | 22"01 |    | Federico Bocchia    | 6 marzo 2009     | Campionati italiani      | Riccione, Italia          |       |
| 15   | 21"82 |    | Marco Orsi          | 6 marzo 2009     | Campionati italiani      | Riccione, Italia          |       |
| 16   | 21"64 |    | Marco Orsi          | 20 dicembre 2014 | Campionati italiani      | Riccione, Italia          | [ 1 ] |
| 17   | 21"37 | sf | Andrea Vergani      | 8 agosto 2018    | Campionati europei       | Glasgow, Regno Unito      |       |

Legenda: Ref - Referto della gara;
Record non ottenuti in finale: (b) - batteria; (sf) - semifinale; (s) - staffetta prima frazione.

### Vasca corta
| #    | Tempo | +  | Atleta              | Data             | Evento              | Luogo                | Ref   |
| ---- | ----- | -- | ------------------- | ---------------- | ------------------- | -------------------- | ----- |
| 1    | 23"21 |    | Marcello Guarducci  | 1979             |                     |                      |       |
| 2    | 23"19 |    | Marcello Guarducci  | 11 febbraio 1984 |                     | Bonn, Germania Ovest |       |
| 3    | 23"03 |    | Marcello Guarducci  | 1º marzo 1985    |                     | Loano, Italia        |       |
| 4    | 22"85 |    | Giovanni Franceschi | 1º marzo 1986    |                     | Torino, Italia       |       |
| 5    | 22"84 |    | Mauro Marini        | 1º marzo 1986    |                     | Torino, Italia       |       |
| 6    | 22"64 |    | Giovanni Franceschi | 1º marzo 1986    |                     | Torino, Italia       |       |
| 7    | 22"48 |    | Giovanni Franceschi | 28 febbraio 1987 |                     | Loano, Italia        |       |
| 8    | 22"46 |    | René Gusperti       | 16 dicembre 1995 |                     | Livorno, Italia      |       |
| 9    | 22"40 |    | René Gusperti       | 23 gennaio 1997  |                     | Espoo, Finlandia     |       |
| 10   | 22"04 |    | Lorenzo Vismara     | 22 gennaio 1998  |                     | Sydney, Australia    |       |
| 11   | 21"86 |    | Lorenzo Vismara     | 22 gennaio 1998  |                     | Sydney, Australia    |       |
| 12   | 21"83 |    | Lorenzo Vismara     | 10 dicembre 1999 |                     | Lisbona, Portogallo  |       |
| 13   | 21"76 |    | Lorenzo Vismara     | 12 dicembre 2002 | Campionati europei  | Riesa, Germania      |       |
| 14   | 21"66 |    | Lorenzo Vismara     | 12 dicembre 2002 | Campionati europei  | Riesa, Germania      |       |
| 15   | 21"49 |    | Lorenzo Vismara     | 19 dicembre 2002 | Campionati italiani | Camogli, Italia      |       |
| 16   | 21"10 |    | Mattia Nalesso      | 30 novembre 2008 | Campionati italiani | Genova, Italia       |       |
| 17   | 20"96 |    | Marco Orsi          | 22 novembre 2009 | Campionati italiani | Riccione, Italia     |       |
| 18   | 20"93 | sf | Marco Orsi          | 10 dicembre 2009 | Campionati europei  | Istanbul, Turchia    |       |
| 18 = | 20"93 |    | Marco Orsi          | 10 dicembre 2009 | Campionati europei  | Istanbul, Turchia    |       |
| 19   | 20"69 |    | Marco Orsi          | 5 dicembre 2014  | Campionati mondiali | Doha, Qatar          | [ 2 ] |

Legenda: Ref - Referto della gara;
Record non ottenuti in finale: (b) - batteria; (sf) - semifinale; (s) - staffetta prima frazione.

## Donne

### Vasca lunga
| #    | Tempo | +  | Atleta              | Data           | Evento              | Luogo                       | Ref   |
| ---- | ----- | -- | ------------------- | -------------- | ------------------- | --------------------------- | ----- |
| 1    | 27"32 |    | Silvia Persi        | 16 luglio 1983 |                     | Roma, Italia                |       |
| 2    | 26"93 |    | Silvia Persi        | 22 agosto 1984 |                     | Bari, Italia                |       |
| 3    | 26"62 |    | Silvia Persi        | 22 agosto 1984 |                     | Bari, Italia                |       |
| 4    | 26"34 |    | Silvia Persi        | 10 luglio 1986 |                     | Città di Castello, Italia   |       |
| 5    | 26"33 |    | Viviana Susin       | 31 maggio 1997 |                     | Roma, Italia                |       |
| 6    | 26"29 |    | Viviana Susin       | 31 maggio 1997 |                     | Roma, Italia                |       |
| 7    | 26"26 |    | Viviana Susin       | 7 luglio 1997  |                     | San Donato Milanese, Italia |       |
| 8    | 26"22 |    | Cristina Chiuso     | 20 giugno 1998 |                     | Roma, Italia                |       |
| 9    | 25"97 |    | Cristina Chiuso     | 20 giugno 1998 |                     | Roma, Italia                |       |
| 10   | 25"95 |    | Cristina Chiuso     | 9 agosto 1998  |                     | Roma, Italia                |       |
| 10 = | 25"95 |    | Cristina Chiuso     | 9 luglio 1999  |                     | Palma di Maiorca, Spagna    |       |
| 11   | 25"79 |    | Cristina Chiuso     | 8 luglio 2000  |                     | Helsinki, Finlandia         |       |
| 12   | 25"57 |    | Cristina Chiuso     | 18 aprile 2002 | Campionati italiani | Brescia, Italia             |       |
| 13   | 25"47 |    | Federica Pellegrini | 13 marzo 2004  | Campionati italiani | Livorno, Italia             |       |
| 14   | 25"37 |    | Cristina Chiuso     | 20 agosto 2004 | Giochi olimpici     | Atene, Grecia               |       |
| 15   | 25"25 |    | Cristina Chiuso     | 28 marzo 2006  | Campionati italiani | Riccione, Italia            |       |
| 16   | 25"18 |    | Cristina Chiuso     | 5 agosto 2006  | Campionati europei  | Budapest, Ungheria          |       |
| 17   | 25"07 |    | Erika Ferraioli     | 1º agosto 2014 | Campionati italiani | Roma, Italia                |       |
| 18   | 24"84 |    | Silvia Di Pietro    | 24 agosto 2014 | Campionati europei  | Berlino, Germania           | [ 3 ] |
| 19   | 24"72 | sf | Silvia Di Pietro    | 15 agosto 2022 | Campionati europei  | Roma, Italia                |       |
| 20   | 24"56 |    | Sara Curtis         | 8 marzo 2024   | Campionati italiani | Riccione, Italia            | [ 4 ] |
| 21   | 24"52 | b  | Sara Curtis         | 16 aprile 2025 | Campionati italiani | Riccione, Italia            |       |
| 22   | 24"43 |    | Sara Curtis         | 16 aprile 2025 | Campionati italiani | Riccione, Italia            |       |

Legenda: Ref - Referto della gara;
Record non ottenuti in finale: (b) - batteria; (sf) - semifinale; (s) - staffetta prima frazione.

### Vasca corta
| #   | Tempo | + | Atleta           | Data             | Evento                        | Luogo             | Ref   |
| --- | ----- | - | ---------------- | ---------------- | ----------------------------- | ----------------- | ----- |
| 1   | 26"38 |   | Silvia Persi     | 24 febbraio 1984 |                               | Ravenna, Italia   |       |
| 2   | 26"22 |   | Silvia Persi     | 24 febbraio 1984 |                               | Ravenna, Italia   |       |
| 3   | 26"16 |   | Silvia Persi     | 1º marzo 1985    |                               | Loano, Italia     |       |
| 4   | 25"98 |   | Silvia Persi     | 28 febbraio 1987 |                               | Loano, Italia     |       |
| 5   | 25"86 |   | Viviana Susin    | 13 dicembre 1996 | Campionati europei            | Rostock, Germania |       |
| 6   | 25"69 |   | Viviana Susin    | 4 febbraio 1997  |                               | Imperia, Italia   |       |
| 6 = | 25"69 |   | Lara Consolandi  | 9 marzo 1998     |                               | Imperia, Italia   |       |
| 7   | 25"68 |   | Cristina Chiuso  | 28 marzo 1998    |                               | Parigi, Francia   |       |
| 8   | 25"63 |   | Viviana Susin    | 3 marzo 1999     |                               | Imperia, Italia   |       |
| 9   | 25"59 |   | Cristina Chiuso  | 17 dicembre 2000 | Campionati europei            | Valencia, Spagna  |       |
| 10  | 25"48 |   | Cristina Chiuso  | 21 dicembre 2000 |                               | Desenzano, Italia |       |
| 11  | 25"39 |   | Cristina Chiuso  | 18 febbraio 2001 |                               | Avezzano, Italia  |       |
| 12  | 25"31 |   | Cristina Chiuso  | 20 dicembre 2001 | Campionati italiani invernali | Imperia, Italia   |       |
| 13  | 25"10 |   | Cristina Chiuso  | 18 dicembre 2002 | Campionati italiani invernali | Camogli, Italia   |       |
| 14  | 25"09 |   | Cristina Chiuso  | 18 dicembre 2003 | Campionati italiani invernali | Camogli, Italia   |       |
| 15  | 24"86 |   | Cristina Chiuso  | 26 novembre 2005 | Campionati italiani invernali | Trieste, Italia   |       |
| 16  | 24"68 |   | Cristina Chiuso  | 11 dicembre 2005 | Campionati europei            | Trieste, Italia   |       |
| 17  | 24"37 |   | Cristina Chiuso  | 11 dicembre 2005 | Campionati europei            | Trieste, Italia   |       |
| 18  | 23"90 |   | Silvia Di Pietro | 11 dicembre 2016 | Campionati mondiali           | Windsor, Canada   | [ 5 ] |
| 19  | 23"85 |   | Silvia Di Pietro | 24 aprile 2021   | Campionati regionali Lazio    | Roma, Italia      | [ 6 ] |
| 20  | 23"83 |   | Silvia Di Pietro | 23 dicembre 2022 | Coppa Brema                   | Roma, Italia      | [ 7 ] |
| 21  | 23"77 |   | Sara Curtis      | 16 novembre 2024 | Campionati italiani invernali | Riccione, Italia  | [ 8 ] |

Legenda: Ref - Referto della gara;
Record non ottenuti in finale: (b) - batteria; (sf) - semifinale; (s) - staffetta prima frazione.